# NGC 1289
NGC 1289 (również IC 314, PGC 12342 lub UGC 2666) – galaktyka soczewkowata (S0), znajdująca się w gwiazdozbiorze Erydanu. Odkrył ją Lewis A. Swift 1 września 1886 roku.